# Morin khuur
Morin khuur är ett mongoliskt musikinstrument, även kallat hästhuvudfiol. Det är tvåsträngat samt hålls mellan knäna och spelas med stråke. Resonanslådan är trapetsformad och har två grupper om vardera fem små utskärningar motsvarande f-hålen på en traditionell violin.
Instrumentet anses som Mongoliets nationalinstrument och lärs ut i skolorna. Murin khuur är också ett viktigt instrument inom världsmusiken.
Morin khuur och den traditionella musik som spelas på instrumentet togs upp på Unescos lista över 
immateriella kulturarv år 2008.